# Dovyalis macrocalyx
Dovyalis macrocalyx är en videväxtart som först beskrevs av Daniel Oliver, och fick sitt nu gällande namn av Otto Warburg. Dovyalis macrocalyx ingår i släktet Dovyalis och familjen videväxter. Inga underarter finns listade i Catalogue of Life.